# 김해 장군차 서식지
김해 장군차 서식지(金海 將軍茶 棲息地)는 대한민국 경상남도 김해시 동상동에 있는 가야시대 차나무 재배지이다. 2017년 6월 29일 경상남도의 기념물 제287호로 지정되었다.

## 개요
주로 산의 비탈면과 계곡부 응달에서 자생하는 장군차는 현재 총 900주가 동상동과 대성동 일원의 분성산 기슭에 분포돼 있다. 차나무는 수령이 약 50년으로 추정되며, 20~30주씩 밀집해서 자란다.
장군차는 큰 잎을 가진 대엽류의 찻잎으로 카테킨, 아미노산, 비타민류, 미네랄 등의 무기성분 함량이 높은 게 특징이다. 2017년 제37회 차의 날 기념행사에서 최우수상을 수상하며 9년 연속 대한민국 '올해의 명차'에 선정되기도 했다.
조선시대의 인문지리서인 <신증동국여지승람>에 따르면 고려 충렬왕이 김해에 들렀다가 차의 뛰어난 맛과 향을 보고 붙인 이름이라는 기록이 있다. 가락국 때 허황옥이 인도에서 가져온 차 씨앗에서 유래됐다는 설도 있다.

## 지정 사유
김해 장군차 서식지는 가야시대 차나무 재배지로 알려져 있어 한국 녹차의 시원과 역사를 증명하는 중요한 자료가 될 뿐만 아니라, 김해 찻사발과 관련된 귀중한 문화유산으로 가치가 있을 것으로 사료된다.

## 참고 자료
- 김해 장군차 서식지 - 국가유산청 국가유산포털